# Carlos Wheeler
Carlos Wheeler, född 16 maj 1978, är en amerikansk före detta professionell basketspelare.
Han spelade säsongerna 2005/2006 samt 2006/2007 i den svenska storklubben Plannja Basket och erövrade två SM-guld med laget.
Sedan 2010 håller Wheeler till i det amerikanska NBDL-laget Idaho Stampede som spelar i divisionen under NBA - världens bästa basketliga.